# Aoslos
Aoslos es una localidad española del municipio de Horcajo de la Sierra-Aoslos, perteneciente a la Comunidad de Madrid. 

## Geografía
En el término municipal de Horcajo de la Sierra-Aoslos se encuentran dos núcleos urbanos, Horcajo de la Sierra, que da el primer elemento del nombre al municipio, y Aoslos. Aoslos se sitúa a poco más de 3 km de Horcajo de la Sierra, en una zona llana, rodeado de prados donde abundan los fresnos, robles y los cercados de árboles frutales. El río Madarquillos discurre entre Horcajo y Aoslos. El nombre de Aoslos es de difícil interpretación, pero se cree que podría derivar del celta coslo, que significa "avellano" dando lugar a "caoslo-aoslo", es decir "lugar de avellanos".
Es uno de los núcleos menos poblados de la provincia, contando en 2006 con solo 26 vecinos. Se ha restaurado en el pueblo la fragua y el potro, utilizado para inmovilizar a los animales para poderles herrar. El potro de herrar consta de los monolitos de piedra clavados en el suelo, el yugo de madera para sujetar la cabeza de los animales y los travesaños de madera para colocar las cinchas.

## Historia
Las referencias más antiguas de Aoslos datan del siglo XVI y se relata que estaba asentado junto a una ermita, hoy en día desaparecida, dedicada a Santiago Apóstol. La siguiente referencia se da en el siglo XVIII en el Catastro de Ensenada y ya se le nombra como "barrio de Horcajo".
A mediados del siglo XIX, el lugar era mencionado como un caserío de Horcajo. Aparece descrito en el segundo volumen del Diccionario geográfico-estadístico-histórico de España y sus posesiones de Ultramar de Pascual Madoz de la siguiente manera:

AOSLOS: cas. perteneciente al l. de Horcajo, en la prov. de Madrid, part. jud. de Buitrago: sit. sobre el r. Madarguillos; abunda en lino, patatas, trigo tremecino, nueces y otras frutas: dista de su parr. 1/2 leg.: 2 de Buitrago y 15 1/2 de Madrid: su pobl. y riqueza estan comprendidas en la matriz. 364
(Madoz, 1845, p. 364)

Se fundó bastante después que Horcajo, siendo vecinos de este los que se asentaron y formaron su núcleo urbano, alrededor de una ermita del siglo XVIII, hoy desaparecida, y era citado entonces como un barrio de Horcajo de la Sierra. Sin embargo la iglesia que queda actualmente es de construcción reciente (1936) y de aspecto rústico. Está dedicada a San Isidro Labrador.
En 2009 se incorporó su nombre al municipio, cambiando de Horcajo de la Sierra a la actual denominación de Horcajo de la Sierra-Aoslos.

## Patrimonio
La iglesia de San Isidro fue construida en piedra en 1936 tiene una vivienda adyacente edificada en el mismo material. Se encuentra rodeada por prados en pleno centro del pueblo. La fuente de la plaza está construida en piedra y se usa para abastecer de agua al ganado, tanto al vacuno y al ovino como al aviar. En el paso de la reguera por mitad del pueblo se encuentra el pilón de la reguera, utilizado como abrevadero para el ganado.
El potro y la fragua son infraestructuras tradicionales rehabilitadas que hoy día no están en uso aunque en perfecto estado de conservación. Existe además un reloj de sol situado en lo alto de un edificio en la calle Mediodía y hecho en piedra. Antiguamente se usaba para controlar los turnos de riego en las huertas y los prados del pueblo.

## Fiestas
Las fiestas patronales de Aoslos se celebran el 15 de mayo (San Isidro). 

## Rutas
Aoslos-Horcajo-Cebollera la Nueva: ruta de unos 12 km. Partiendo de Aoslos se alcanza Horcajo por un bellísimo recorrido de fresnedas y robledales entre prados cercados de piedra. La llegada a Horcajo resulta verdaderamente hermosa, observando la población sobre un cerrete cercado de espléndidos nogales, choperas, huertos y demás arboledas que le dan un aspecto de aldea medieval muy ruralizada. Se puede cruzar la población o incluso no haría falta ya que remontando el cauce del arroyo del valle y tomando la referencia del pico de la cebollera la nueva llegaríamos directamente a nuestra meta.